# Festetics de Tolna

Wapen, per koninklijk besluit van 17 mei 1973, inlijving van Dénes Sámuel Imre Tihamér Vilmos graaf Festetics de Tolna (1943-2015)

Festetics de Tolna is een Hongaars adellijk geslacht van Kroatische oorsprong, waarvan een tak sinds 1973 met de titel van graaf tot de Nederlandse adel behoort. Een sinds 1911 vorstelijke tak behoort tot de Hongaarse adel.

## Geschiedenis
De stamreeks begint met Petrus Ferstecsics, vermeld in 1558 als geboren voor 1504.
In 1625 werd zijn achterkleinzoon, Lukács (vermeld 1637), verheven in de Hongaarse adelstand. De broers Ágoston (1805-1882), Sámuel (1806-1862) [voorvader van de Nederlandse tak] en Dénes (1813-1891) werden op 24 juni 1857 in Hongarije in de gravenstand verheven. Tassiló Graf Festetics von Tolna (1850-1933) werd in 1911 verheven tot vorst; de vorstelijke tak behoort evenwel niet tot de ebenbürtige adel.
In 1973 werd Dénes Festetics de Tolna (1943) ingelijfd in de Nederlandse adel met de titel van graaf op allen.

## Enkele telgen

### Vorstelijke tak
Tassilo 1e vorst Festetics de Tolna (1850-1933), verheven tot Hongaars vorst in 1911 met het predicaat Doorluchtigheid, Hongaars Grootmaarschalk, trouwde in 1880 met Mary Victoria Hamilton (1850-1922), sinds 1880 gescheiden echtgenote van Albert I van Monaco (1848-1922)
- Maria gravin Festetics de Tolna (1881-1953); trouwde in 1902 met Emil prins zu Fürstenberg (1867-1945)
  - Tassilo prins zu Fürstenberg (1903-1989); trouwde in 1938 met Clara Agnelli (1920-2016), kleindochter van Giovanni Agnelli (1866-1945), een van de oprichters van FIAT
    - Ira prinses zu Fürstenberg (1940), actrice en juwelenontwerpster
    - Egon prins zu Fürstenberg (1946-2004), modeontwerper; trouwde in 1969 met Diane von Fürstenberg, geboren Halfin (1946), modeontwerpster[1]

  - Antonie prinses zu Fürstenberg (1905-1988); trouwde in 1934 met Karl vorst zu Schwarzenberg (1911-1986)
    - Karl Johannes 12e vorst zu Schwarzenberg (1937), tussen 2007 en 2009, en opnieuw vanaf 2010 minister van Buitenlandse Zaken van Tsjechië
- Georg 2e vorst Festetics de Tolna (1882-1941), lid van de Hongaarse Rijksdag
  - Georg 3e vorst Festetics de Tolna (1940)[2]
    - Tassilo graaf Festetics de Tolna (1978), erfvorst; was tussen 2014 en 2018 getrouwd met de in Naarden geboren Inès Daeninck, dochter van de oud-topman van onder andere Robeco en directeur van de Muziekkapel Koningin Elisabeth, Géry Daeninck, uit welk huwelijk een dochter werd geboren
    - Georg graaf Festetics de Tolna (1984), met zijn vader en broer de enige mannelijke telgen van de vorstelijke tak

### Nederlandse tak
Domokos Sámuel Imre Antal graaf Festetics de Tolna (1901-1975), lid van de Hongaarse Rijksdag; trouwde in 1942 met Judith Ghyczy de Gicz, Assa et Abláczkürth (1923), en zus van de in 1986 in de Nederlandse adel ingelijfde Tihamér Ghyczy de Gicz, Assa et Abláczkürth (1915-2000), lid van de familie Von Ghyczy; zij en haar broer kregen bij Koninklijk Besluit in 1986 naamswijziging tot die laatstgenoemde geslachtsnaam
- Dénes Sámuel Imre Tihamér Vilmos graaf Festetics de Tolna (1943-2015), honorair consul van Ecuador en van de republiek Hongarije in Nederland; ingelijfd in de Nederlandse adel in 1973; trouwde in 1967 met Viola Sophie Kolisch (1946-1990) en hertrouwde in 1985 met Carina Patricia Bredius (1949), lid van de familie Bredius
  - Andreas George graaf Festetics de Tolna (1968), captain bij een vliegmaatschappij[3][4]

D'Aubremé † ·
Bentinck † ·
Van den Bosch ·
De Borchgrave d'Altena ·
Van Bylandt ·
Du Chastel de la Howarderie † ·
Van Gronsfeld Diepenbrock † ·
Dumonceau ·
Van der Duyn † ·
Festetics de Tolna ·
De Ficquelmont † ·
De Geloes ·
Van der Goltz † ·
Van Heerdt † ·
Van Heiden † ·
De Hochepied ·
Van Hoensbroeck ·
Van Hogendorp · 
Von Hompesch-Rürich † · 
De Larrey † ·
Van Limburg Stirum · 
Van Lynden ·
De Marchant et d'Ansembourg ·
Van Nassau la Lecq † ·
De Norman d'Audenhove ·
Von Oberndorff ·
Van Oranje-Nassau van Amsberg · 
De Perponcher Sedlnitsky ·
Von Quadt ·
Van Randwijck ·
Von Ranzow ·
Van Rechteren ·
Van Reede † ·
Van Renesse † · 
De Riquet de Caraman ·
Schimmelpenninck ·
Zu Stolberg-Stolberg ·
Van Wassenaer † ·
Wolff Metternich † ·
Van Zuylen van Nijevelt

Geslachten die tot de adel van het Koninkrijk der Nederlanden behoren of hebben behoord. Lijst volgens opgave van de Hoge Raad van Adel. †: Geslacht uitgestorven of titel vervallen.